# Фирсово (Забайкальский край)
Фи́рсово — село в Сретенском районе Забайкальского края России. Административный центр сельского поселения «Фирсовское»

## География
Село находится на левом берегу реки Шилка, на расстоянии 41 км к востоку от города Сретенск, административного центра района. 

## Население
| 2002 | 2010 | 2021 |
| ---- | ---- | ---- |
| 558  | ↘475 | ↘349 |

## Улицы
- ул. Зелёная,
- ул. Набережная,
- ул. Нагорная.

## Разное
Входит в Перечень населенных пунктов Забайкальского края, подверженных угрозе лесных пожаров.